# Handley Page HP.46
El Handley Page HP.46 fue un biplano monomotor biplaza construido para cubrir una Especificación del Ministerio del Aire británico por un torpedero embarcado. Con una avanzada combinación de alta sustentación y controles de vuelo lento, estuvo acosado por problemas de manejo y realizó pocos vuelos.

## Diseño y desarrollo
El Handley Page HP.46 fue construido para cubrir la Especificación M.1/30 del Ministerio del Aire por un torpedero embarcado que reemplazara al Blackburn Ripon. El Ministerio del Aire pagó a Handley Page por sólo un prototipo; sus competidores fueron el Blackburn M.1/30 y el Vickers Type 207. Ningún constructor pudo satisfacer las prestaciones y los límites de peso especificados al mismo tiempo. La M.1/30 requería una carga militar de 1303 kg, incluyendo 910 kg o más en una sola bomba o torpedo, con una autonomía de 8 horas. Se especificaron una velocidad máxima de al menos 240 km/h y un techo de vuelo de 4900 m (16 000 pies). El peso máximo permitido era de 4218 kg, ya que el límite de los ascensores de la Armada Real en aquella época era de 4300 kg. Si se usaban los recomendados motores Rolls-Royce Buzzard o Armstrong Siddeley Leopard, los parámetros de las prestaciones podían cubrirse, pero el consumo de combustible hacía que el avión estuviese sobrecargado; si se usaba el más pequeño Rolls-Royce Kestrel, entonces, con su consumo de combustible, podían alcanzarse los límites de peso, pero no las prestaciones. Por ello, el proceso de diseño fue una lucha constante por la reducción de peso.
El HP.46 era un biplano de un solo vano con alas rectas plegables de cuerda constante, con poco decalaje, pero de apariencia poco convencional. Para cubrir el requerimiento de una excelente visibilidad desde ambas cabinas abiertas, muy cercanas entre sí, el ala superior se unía al fuselaje superior mediante una delgada sección central. Para mantener el hueco interalar lo suficientemente grande como para evitar interferencias, la sección central inferior tenía un ángulo negativo extremo (alrededor de 30º). Externamente, el ala inferior poseía un ligero diedro. Montando el tren de aterrizaje fijo en la unión, el diseñador de Handley Page, Gustav Lachmann, fue capaz de usar un tipo de tren corto de poco peso. Originalmente, la intención era ahorrar más peso con ruedas de suspensión interna, pero no estuvieron disponibles, por lo que se usaron un par de ruedas más pesado a cada lado, cada uno en una pata con suspensión oleoneumática, montada dentro de un carenado de cuerda ancha. En las pocas fotografías del HP.46, el tren de aterrizaje aparece sin el carenado. Se instaló un gancho de detención. Lachmann también intentó ahorrar peso convirtiendo las secciones centrales inferiores en un depósito de combustible monocasco, pero la Armada insistió en depósitos desmontables.
Desde el comienzo, Handley Page había decidido que los requerimientos de baja velocidad para los apontajes con las altas prestaciones en general sólo podían alcanzarse con la combinación de slots de borde de ataque, alerones caídos e interceptores, dispositivos que se llevaban en el ala superior del HP.46. Un cambio tardío a la refrigeración evaporativa o de vapor del Buzzard III originó la instalación de un gran radiador de barbilla con forma de caja, que añadió peso y resistencia. Otra causa de aumento de peso fue el requerimiento de un puesto de puntería de bombardeo desmontable en lugar de fijo para el artillero, debajo de su puesto y de la cabina del piloto. Lachmann también se preocupó de la estabilidad longitudinal e incluyó una novedosa combinación móvil del plano de cola y los elevadores para obtener un mayor control de cabeceo.
Por la época del primer vuelo el 24 de octubre de 1932, el HP.46 tenía sobrepeso y llegaba demasiado tarde para presentarse a las pruebas del M.1/30. Sin embargo, el Ministerio del Aire decidió que valía la pena investigar la combinación de dispositivos de baja velocidad, por lo que siguió adelante un programa de vuelos de pruebas. Este reveló inmediatamente problemas estructurales menores y de control continuos. Los primeros se arreglaron prontamente cambiando el arriostramiento alar mediante cables, pero los problemas de los alerones y de los slots, y las inestabilidades longitudinales y los problemas asociados de ajustes de proa y popa persistieron, a pesar de que, con una nueva unidad de cola instalada en la primera mitad de 1934, se mejoraron las cosas. Las debilidades de control a baja velocidad permanecieron hasta el último vuelo en mayo de 1934. En noviembre del mismo año, el Ministerio del Aire estuvo de acuerdo, a regañadientes, en aceptar el único HP.46: el avión dejó los talleres de Handley Page en Radlett en abril de 1935, yendo por carretera hasta el aeródromo de Farnborough y no volando más. Nunca llevó armamento.

## Operadores
Reino Unido
- Real Fuerza Aérea

## Especificaciones
Referencia datos: Barnes y James, 1987

### Características generales
- Tripulación: Dos (piloto y artillero/apuntador)
- Longitud: 12,5 m (40,8 ft)
- Envergadura: 15,3 m (50 ft)
- Superficie alar: 61 m² (656,6 ft²)
- Peso vacío: 2840 kg (6259,4 lb)
- Peso cargado: 4800 kg (10 579,2 lb)
- Planta motriz: 1× motor lineal V12 refrigerado por agua Rolls-Royce Buzzard III.
  - Potencia: 615 kW (848 HP; 836 CV)
- Hélices: Bipala de madera de paso fijo

### Rendimiento
- Velocidad máxima operativa (Vno): 225 km/h (140 MPH; 121 kt)

## Aeronaves relacionadas

### Secuencias de designación
- Secuencia HP._ (interna de Handley Page): ← HP.43 - HP.44 - HP.45 - HP.46 - HP.47 - HP.48 - HP.49 →